# Spinomyrmecoclytus albofasciatus
Spinomyrmecoclytus albofasciatus är en skalbaggsart som beskrevs av Stefan von Breuning 1970. Spinomyrmecoclytus albofasciatus ingår i släktet Spinomyrmecoclytus och familjen långhorningar. Inga underarter finns listade i Catalogue of Life.